# Royal Order of Victoria and Albert
Der Royal Order of Victoria and Albert war ein Königlicher Familienorden von Großbritannien, der am 10. Februar 1862 von Königin Victoria in Erinnerung an ihren verstorbenen Mann Albert von Sachsen-Coburg und Gotha gestiftet wurde.
Der Damenorden wurde an Personen verliehen, die der Königin persönlich gedient hatten. Dies waren zumeist Mitglieder des königlichen Hofstaates und Familienmitglieder. Den Mitgliedern des Ordens (englisch Members) war es erlaubt, die Initialen VA hinter ihrem Namen zu tragen („Post-Nominals“), jedoch wurden ihnen keine sonstigen Vorzüge eingeräumt. Die Anzahl der Träger des Ordens war nicht begrenzt. Nach dem Tod Victorias 1901 wurde die Auszeichnung nicht weiterverliehen. Mit dem Tod der Prinzessin Alice, Countess of Athlone 1981 ist der Orden erloschen.

## Ordensklassen
Der Orden wurde ursprünglich in einer Klasse gestiftet und später erweitert.
Die Ordensdekoration der 1. Klasse ist ein mit der Imperial State Crown gekröntes und mit Edelsteinen geschmücktes Medaillon mit einem Miniaturpotrait von Victoria und Albert. Die Dekoration der 2. Klasse ist etwas kleiner und mit weniger Edelsteinen geschmückt, die der 3. Klasse mit Perlen. Die 4. Klasse zeigt nur die Initialen VA.

Die Dekoration wurde von Mitgliedern aller Klassen am weißen, zur Damenschleife gebundenen Ordensband auf der linken Brust getragen.

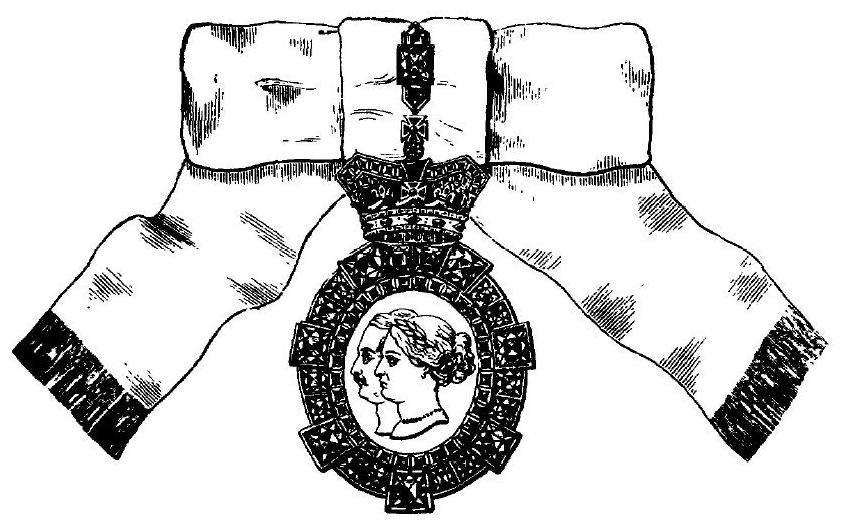
1. Klasse, gestiftet am 10. Februar 1862
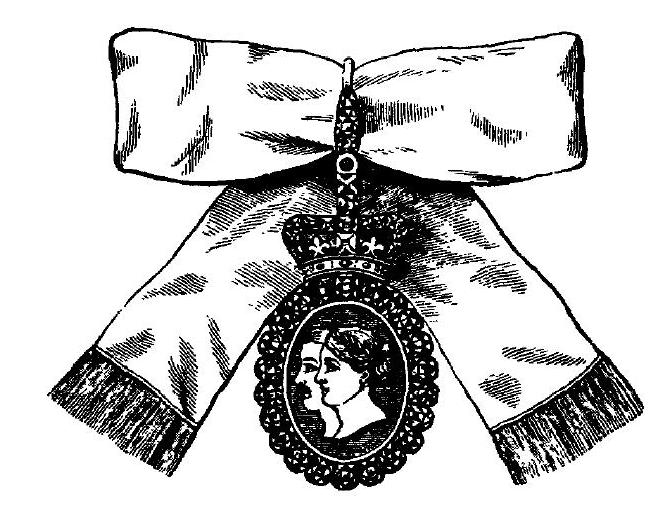
2. Klasse, gestiftet am 10. Oktober 1864
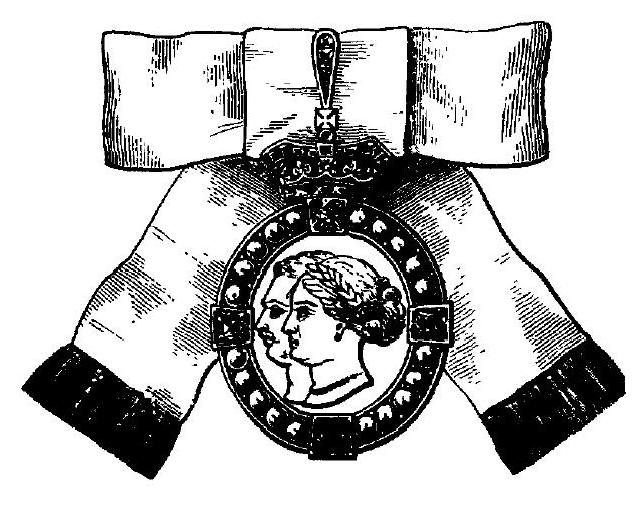
3. Klasse, gestiftet am 15. November 1865
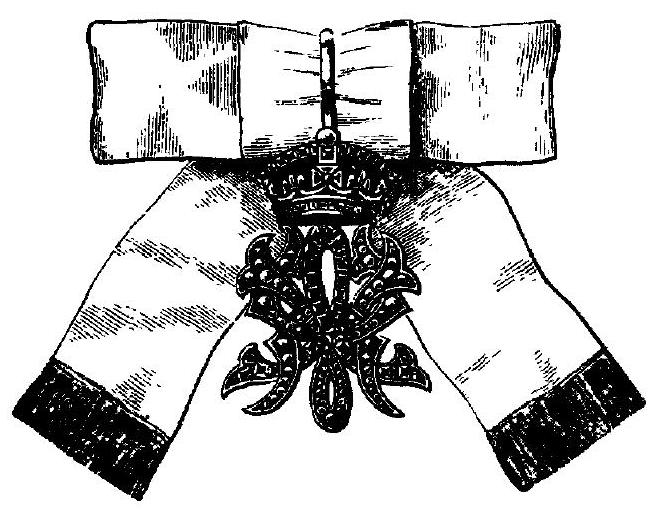
4. Klasse, gestiftet am 15. März 1880

## Bekannte Ordensträgerinnen

### Erster Klasse
| - Königin Victoria von Preußen, Deutsche Kaiserin - Prinzessin Helena von Schleswig-Holstein-Sonderburg-Augustenburg - Alexandra von Dänemark, Fürstin von Wales - Louise, Duchess of Argyll - Prinzessin Beatrice von Battenberg - Herzogin Maria Alexandrowna von Sachsen-Coburg und Gotha - Königin Louise von Dänemark - Königin Marie von Hannover - Königin Marie Henriette von Belgien - Luise Margareta, Duchess of Connaught and Strathearn - Prinzessin Viktoria, Marchioness of Milford Haven | - Helene, Duchess of Albany - Louise, Duchess of Fife - Victoria von Großbritannien und Irland - Königin Maud von Norwegen - Königin Maria Christina von Spanien - Großherzogin Luise Marie Elisabeth von Baden - Königin Auguste Viktoria von Preußen, Deutsche Kaiserin - Königin Elisabeth von Rumänien - Maria von Teck, Herzogin von York - Zarin Alexandra von Russland - Königin Wilhelmina der Niederlande |

### Zweiter Klasse
| - Großfürstin Elisabeth Fjodorowna Romanowna - Herzogin Charlotte von Sachsen-Meiningen - Prinzessin Irene von Preußen - Prinzessin Viktoria zu Schaumburg-Lippe - Prinzessin Marie Louise von Schleswig-Holstein-Sonderburg-Augustenburg - Königin Sophie von Griechenland - Landgräfin Margarethe von Hessen-Kassel - Harriet Sutherland-Leveson-Gower, Duchess of Sutherland | - Prinzessin Helena Victoria von Schleswig-Holstein-Sonderburg-Augustenburg - Königin Marie von Rumänien - Großfürstin Victoria Melita Feodorowna Romanowna - Fürstin Alexandra zu Hohenlohe-Langenburg - Kronprinzessin Margaret von Schweden - Alice, Countess of Athlone - Prinzessin Beatrice d’Orleans-Bourbon - Caroline Edgcumbe, Countess of Mount Edgcumbe |

### Dritter Klasse
| - Elizabeth Wellesley, Duchess of Wellington - Jane Spencer, Baroness Churchill - Susanna Stephania Innes-Ker, Duchess of Roxburghe - Emily Cavendish, Baroness Waterpark - Anne Murray, Duchess of Atholl - Harriet Agar-Ellis, Viscountess Clifden - Blance Bourke, Countess of Mayo - Eliza Hay, Countess of Erroll - Julia Abercromby, Baroness Abercromby - Caroline Augusta, Countess of Mount-Edgcumbe - Frances, Countess of Gainsborough - Ismania FitzRoy, Baroness Southampton - Charlotte Montagu-Douglas-Scott, Duchess of Buccleuch and Queensberry - Frances Jocelyn, Viscountess Jocelyn - Albertha Spencer-Churchill, Duchess of Marlborough | - Elizabeth Georgiana Campbell, Duchess of Argyll - Elizabeth Russell, Duchess of Bedford - Louisa Jane Hamilton, Duchess of Abercorn - Anne Innes-Ker, Duchess of Roxburghe - Charlotte Spencer, Countess Spencer - Louisa Montagu-Douglas-Scott, Duchess of Buccleuch and Queensberry - Emily Russell, Baroness Ampthill - Hariot Hamilton-Temple-Blackwood, Marchioness of Dufferin and Ava - Cecilia Dawnay, Viscountess Downe - Louisa McDonnell, Countess of Antrim - Georgina Gascoyne-Cecil, Marchioness of Salisbury - Maud Petty-Fitzmaurice, Marchioness of Lansdowne - Edith Villiers, Countess of Lytton - Frances Waldegrave, Viscountess Chewton |

### Vierter Klasse
| - The Hon. Lady Hamilton-Gordon - Edith Codrington, Lady Codrington - Adelaide Biddulph, Baroness Biddulph - Lady Elizabeth Phillipa Biddulph | - The Hon. Emily Sarah Cathcart - Ina Campbell, Duchess of Argyll - Geraldine Somerset, Duchess of Cambridge - The Hon. Caroline Fanny Cavendish |

## Galerie

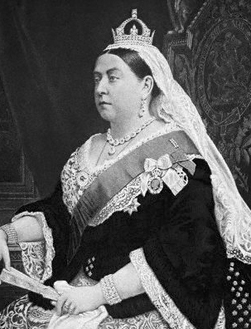
Königin Victoria
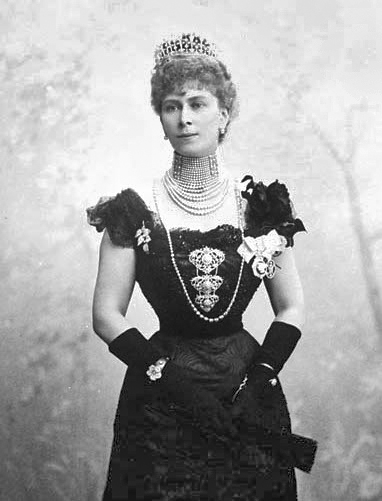
Maria von Teck
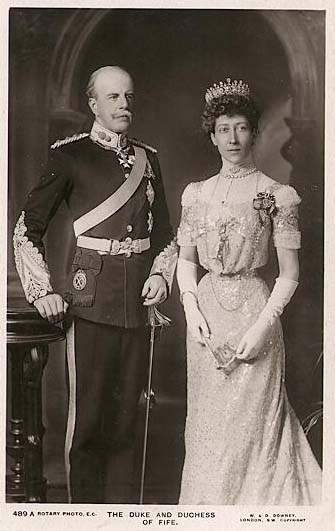
Louise, Duchess of Fife
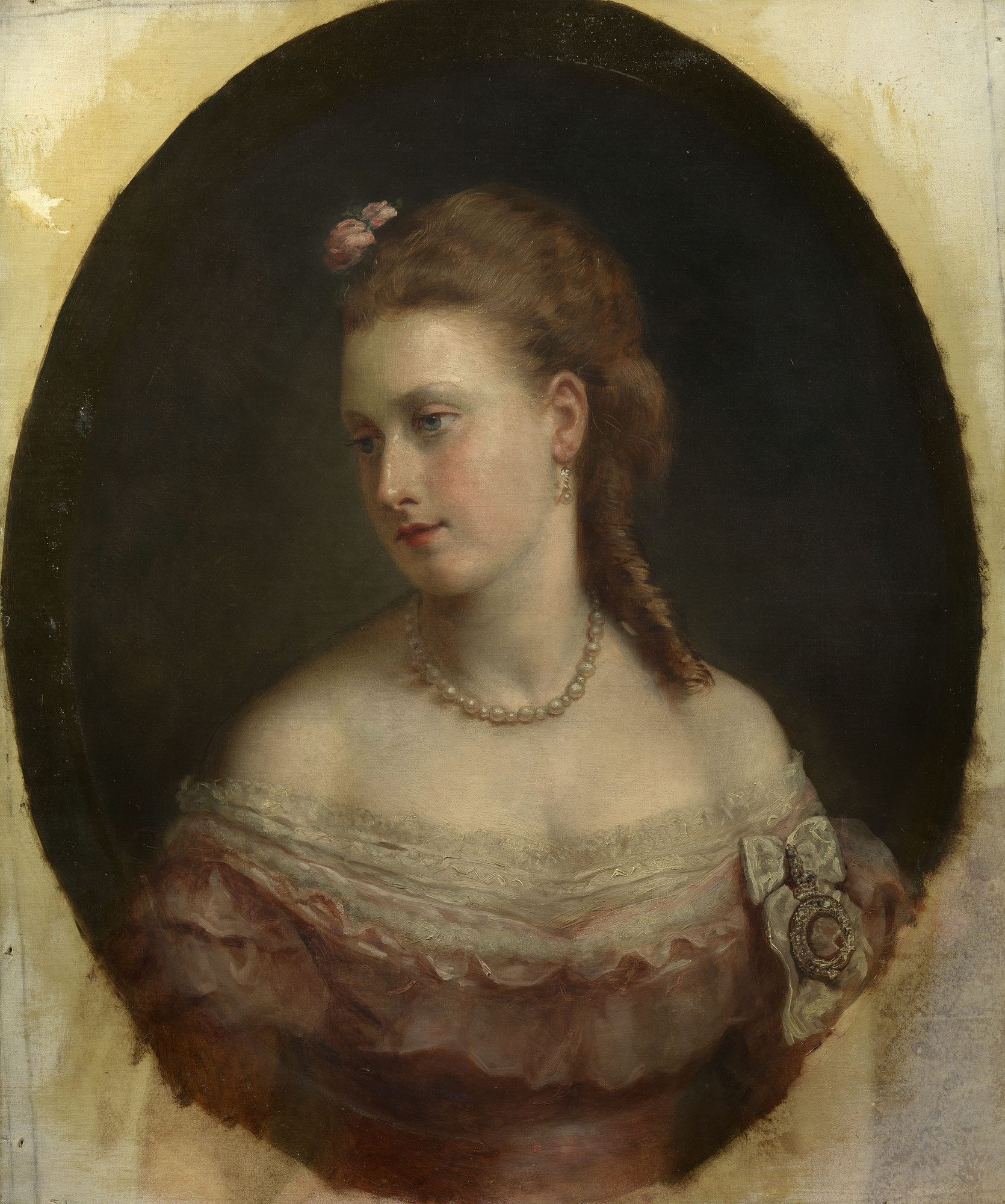
Prinzessin Beatrix
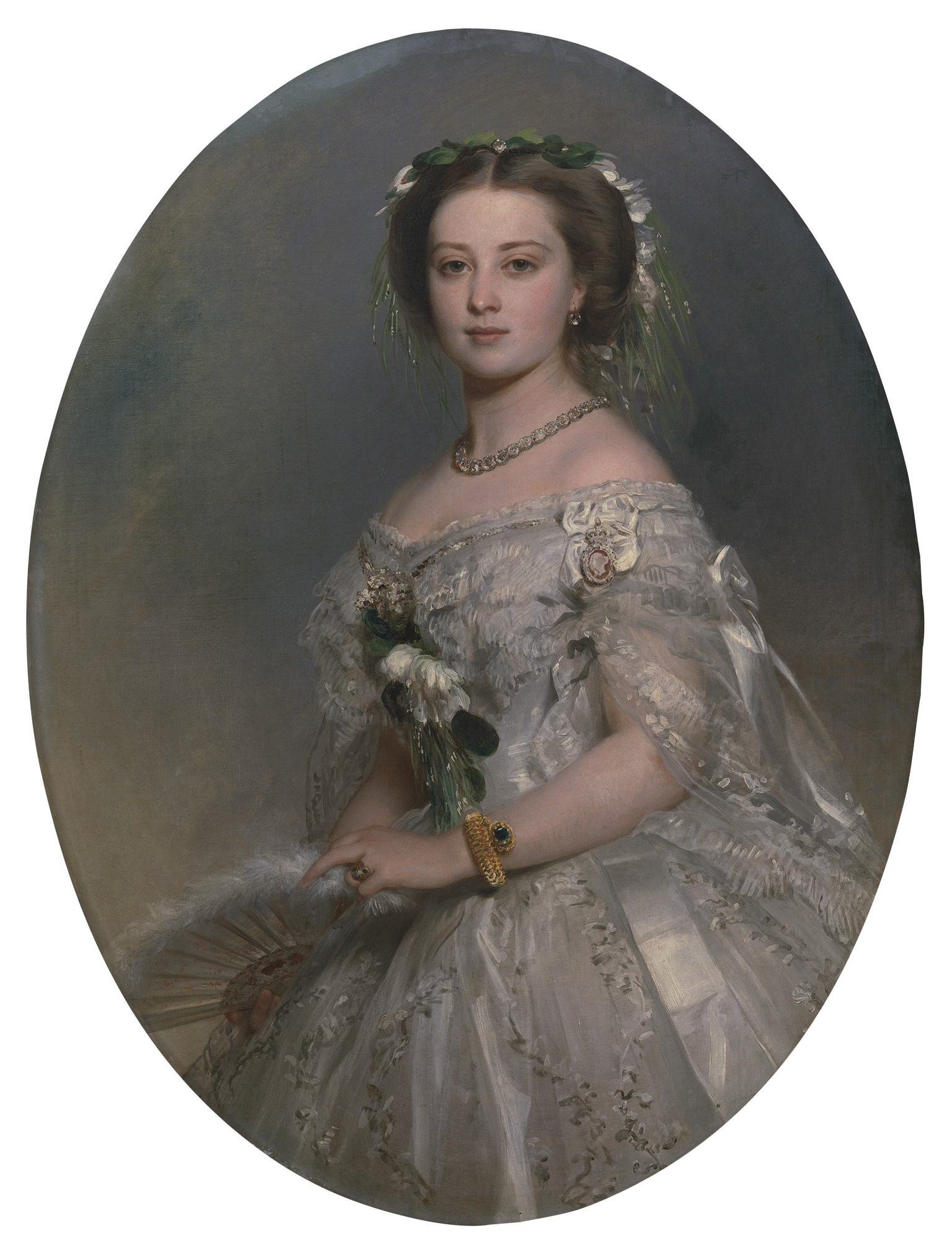
Prinzessin Victoria
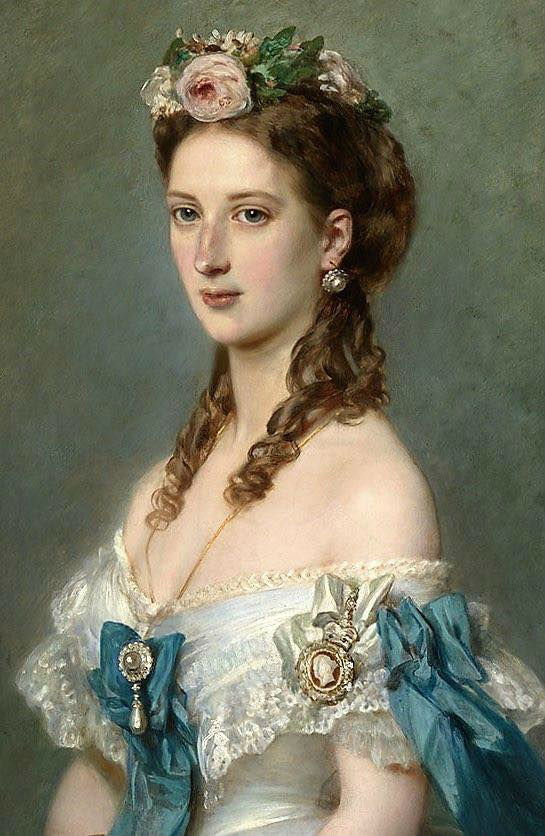
Alexandra von Dänemark